# Дулібська вулиця (Труханів острів)
Дулі́бська вулиця — зникла вулиця міста Києва, що існувала в робітничому селищі на Трухановому острові. Пролягала від Набережної вулиці до Чорторийської вулиці (згідно з картою міста 1943 року — до Дніпровської вулиці).
Прилучалися Дніпровська вулиця та Чорторийський провулок.

## Історія
Виникла під такою ж назвою 1907 року під час розпланування селища на Трухановому острові. Восени 1943 року при відступі з Києва німецькі окупанти спалили селище на острові, тоді ж припинила існування уся вулична мережа включно із Дулібською вулицею.